# Elena Russo (attrice)
Elena Russo (Napoli, 13 febbraio 1972) è un'attrice italiana.

## Biografia
Nata a Napoli il 13 febbraio 1972, si appassiona alla recitazione a soli 7 anni, grazie al padre attore di professione. Si trasferisce appena ventenne a Roma, dove muove i primi passi con Radio Rai come speaker e recitando in rappresentazioni teatrali accanto a Dario Salvatori, Gianluca Guidi, Maria Pia Fusco e Andrea Giordana. Diventerà anche conduttrice televisiva in programmi come Partita Doppia al fianco di Pippo Baudo e No Limits. Nel corso della sua esperienza romana intraprende poi la carriera d'attrice, prima nel cinema e subito dopo in televisione. Esordisce sul grande schermo con la commedia Finalmente soli del 1997 sotto la regia di Umberto Marino, a cui fanno seguito le altre commedie Besame mucho di Maurizio Ponzi e Amor nello specchio di Salvatore Maira, entrambi del 1999.
Alternando con la presenza televisiva in fiction come Il Maresciallo Rocca, Don Matteo e Ma il portiere non c'è mai?, nel 2002 è la protagonista del film N'Gopp di Pablo Dammicco. È protagonista del cortometraggio Non può piovere per sempre, regia di Alfio D'Agata. Nel 2005 Elena Russo interpreta il ruolo di Madame Chevalier nella fiction Elisa di Rivombrosa.
Nel 2006 è la protagonista, assieme a Neri Marcorè e Vincenzo Salemme, di Baciami piccina, diretto da Roberto Cimpanelli. Recita in tre stagioni della serie tv Orgoglio e il film tv La luna e il lago di Andrea Porporati, e la miniserie tv Io non dimentico, regia di Luciano Odorisio.
Nel 2009 è presente in Baarìa di Giuseppe Tornatore. Nello stesso anno recita in Ce n'è per tutti di Luciano Melchionna e torna in tv nella seconda stagione de L'onore e il rispetto. Nel 2014 è nel cast fiction Furore sotto la regia di Alessio Inturri, con il quale aveva già lavorato in Sangue Caldo e in Rodolfo Valentino - la leggenda. La serie vince il Telegatto come migliore fiction 2014. Nel 2018 riprende il ruolo di Sofia Fiore, in Furore - Capitolo secondo, con Alessio Inturri alla regia.

## Controversie
Nel 2009, nell'ambito di un'indagine della Procura di Napoli in cui il direttore generale di Rai Fiction Agostino Saccà è stato accusato di corruzione, sono stati pubblicati numerosi documenti da cui emerge che la Russo, insieme ad altre attrici, nel 2007 sarebbe stata raccomandata da Silvio Berlusconi, all'epoca dell'indagine Presidente del Consiglio.

Saccà, da parte sua, ha pubblicamente ammesso la raccomandazione, sottolineando tuttavia che i magistrati non hanno attribuito a questo comportamento alcuna rilevanza penale: 

## Filmografia

### Cinema
- Finalmente soli, regia di Umberto Marino (1997)
- Besame mucho, regia di Maurizio Ponzi (1999)
- Amor nello specchio, regia di Salvatore Maira (1999)
- L'uomo della fortuna, regia di Silvia Saraceno (2000)
- La vita è un gioco, regia di Fabio Campus (2000)
- E adesso sesso, regia di Carlo Vanzina (2001)
- N'gopp - Lasciatemi sognare, regia di Pablo Dammicco (2002)
- Tutto in quella notte, regia di Franco Bertini (2003)
- Non può piovere per sempre, regia di Alfio D'Agata (2003) - cortometraggio
- Stai calmo, regia di Alfio D'Agata (2005) - cortometraggio
- Baciami piccina, regia di Roberto Cimpanelli (2006)
- Baarìa, regia di Giuseppe Tornatore (2009)
- Ce n'è per tutti, regia di Luciano Melchionna (2009)
- Sharm el Sheikh - Un'estate indimenticabile, regia di Ugo Fabrizio Giordani (2010)

### Televisione
- Il maresciallo Rocca 2, regia di Giorgio Capitani (1998) - Episodio: Un maledetto incastro
- Il delitto nel cortile, regia di Paolo Poeti (1999)
- Storia di guerra e d'amicizia, regia di Fabrizio Costa (2002)
- Ma il portiere non c'è mai?, regia di Carlo Corbucci, Rossano Mancin e Giuseppe Moccia - miniserie TV (2002)
- Don Matteo 3, regia di Andrea Barzini (2002) - Episodio: Paura in palcoscenico
- Vento di ponente 2, regia di Ugo Fabrizio Giordani e Alberto Manni - serie TV (2003-2004)
- Orgoglio, regia di Vittorio De Sisti e Giorgio Serafini - serie TV (2004-2006)
- Grandi domani, regia di Vincenzo Terracciano (2005)
- L'uomo sbagliato, regia di Stefano Reali - miniserie TV (2005)
- Elisa di Rivombrosa - Parte seconda, regia di Cinzia TH Torrini e Stefano Alleva - serie TV (2005)
- La luna e il lago, regia di Andrea Porporati - film TV (2006)
- Io non dimentico, regia di Luciano Odorisio - film TV (2008)
- Amiche mie, regia di Paolo Genovese e Luca Miniero (2008)
- L'onore e il rispetto - Parte seconda, regia di Salvatore Samperi e Luigi Parisi - serie TV (2009)
- Sangue caldo, regia di Luigi Parisi e Alessio Inturri - serie TV (2011)
- I cerchi nell'acqua, regia di Umberto Marino - miniserie TV (2011)
- Rodolfo Valentino - La leggenda, regia di Alessio Inturri - miniserie TV (2014)
- Furore, regia di Alessio Inturri - serie TV (2014-2018)

## Teatro
- Il topo nel cortile, regia di Daniele Falleri con Emanuele Salce (2013),
- Il topo nel cortile, con Massimo Poggio e Laura Adriani (2016)
- La Reggente, regia di Stefano Incerti (2016 Teatro Stabile Mercadante Napoli)
- La Reggente, regia di Stefano Incerti (2017 Teatro Brancaccio Roma)
- Bravi a letto, regia di Antonio Giuliani con Manuela Arcuri e Massimiliano Morra (2018)
- Italiani brava gente, regia di Errico Maria Falconi (2022)
- Digiunare con gli dei, regia di Ludovico Nolfi (2024)

## Televisione
- Cos'è cos'è Conduzione Jocelyn Hattab (Canale 5, 1991)
- Partita doppia (Rai 1, 1993) Conduzione Pippo Baudo
- No Limits (Italia 1, 1994) Presentatrice
- Miss Italia 1, Amadeus e Luca Laurenti (Italia 1, 1995)

## Radio
- Il caffè con Maria Pia Fusco (Radio Rai, 1995)